# Miguel Ángel Martínez Martínez
Miguel Ángel Martínez Martínez (Madrid, 1940. január 30. –) spanyol ellenálló és politikus. Az Európai Parlament tagja és alelnöke (1999-), a Spanyol Szocialista Munkáspárt (PSOE) Castilla-La Mancha-i főtitkára. Az Interparlamentáris Unió volt elnöke (1997-99), az Európa Tanács Parlamenti Közgyűlésének volt alelnöke, majd elnöke (1992-95).

## Élete
A Franco-diktatúrával szembeni ellenállás miatt 20 év börtönre ítélték. A rendőrségen brutálisan megkínozták és fenyegető szavak kíséretében kötelet raktak a nyakába. Emiatt és a népükkel a "franco diktatúrához hasonlóan" bánó országokra való emlékeztetésként sohasem visel nyakkendőt.1962-ben megszökött a fogságból és 14 évig Franciaországban, Ausztriában és Belgiumban élt. Ezalatt szociáldemokrata ifjúsági, szakszervezeti és politikai mozgalmakban vett részt. A Franco diktatúra bukása után hazatért, részt vett a Spanyol Szocialista Munkáspárt (PSOE) és az Általános Munkásszakszervezet (UGT) újjászervezésében. 1977–1999 között spanyol parlamenti képviselő. 1999-ben, 2004-ben és 2009-ben az európai parlament tagjának és alelnökének választották.
Több mint 30 országból kapott kitüntetéseket, többek közt a Francia Köztársaság Becsületrendjét is.